# Z-Man Games
Z-Man Games ist ein ehemaliger amerikanischer Spieleverlag mit Sitz in Mahopac, New York. Der 1999 gegründete Verlag gehörte zu den bekanntesten Verlagen in den Vereinigten Staaten und konzentrierte sich auf eigene Spiele sowie in Lizenz übersetzte Spiele aus Europa. Zu den bekanntesten Titeln des Verlags gehören die Spiele Pandemie-Serie, in den Vereinigten Staaten zudem viele Eurogames wie das Legespiel Carcassonne, Catan oder Agricola.
Nach einem ersten Verkauf an Filosofia im Jahr 2011 und der Umformung zu F2Z Entertainment gehört Z-Man Games heute als eigenständige Sektion zu Asmodée, dem weltgrößten Verlag für Gesellschaftsspiele.

## Geschichte
Z-Man Games wurde 1999 als eigenständiger Spieleverlag von Zev Shlasinger gegründet. In den Anfangsjahren seines Verlags konzentrierte sich Shlasinger auf des Sammelkartenspiels Shadowfist sowie mehrere kleinere Spieletitel wie Saboteur und andere Kartenspiele. Später investierte er in Lizenzen für europäische Spiele wie Agricola von Uwe Rosenberg und legte unter anderen mit Pandemie von Matt Leacock erste eigene Spiele auf.
2011 kaufte Sophie Gravel, Besitzerin und Leiterin des kanadischen Spieleverlags und -händlers Filosofia, Z-Man Games und formte den Verlag in F2Z Entertainment um. F2Z Entertainment wurde so zum größten Spieleverlag für Brettspiele in Nordamerika, Shlasinger blieb bei dem Unternehmen bis zum 15. Januar 2016. Im gleichen Jahr wurde F2Z Entertainment zusammen mit den darin enthaltenen Verlagen Z-Man Games, Plaid Hat Games und Filosofia von Asmodée übernommen und unter der Leitung von Steven Kimball mit dessen Studio Windrider Games zusammengelegt.

## Auszeichnungen
Spiele von Z-Man Games wurden bei zahlreichen Auszeichnungen nominiert und konnten diverse Titel gewinnen, darunter:
International Gamers Award
- Das Ende des Triumvirats (Nominierung 2006, Mehrspieler; Max Gabrian, Johannes Ackva)
- Agricola (Gewinner 2008, Mehrspieler; Uwe Rosenberg)
- Pandemie (Nominierung 2008, Mehrspieler; Matt Leacock)
- 1960: The Making of the President (Gewinner 2008, Zweispieler; Christian Leonhard, Jason Matthews)
- Dungeon Lords (Nominierung 2010, Mehrspieler; Vlaada Chvátil)
- Endeavor (Nominierung 2010, Mehrspieler; Carl de Visser, Jarratt Gray)
- Hansa Teutonica (Nominierung 2010, Mehrspieler; Andreas Steding)
- Campaign Manager 2008 (Gewinner 2010, Zweispieler; Christian Leonhard, Jason Matthews)
- Inca Empire (Nominierung 2011, Mehrspieler; Alan Ernstein)
- Troyes (Nominierung 2011, Mehrspieler; Sébastien Dujardin, Xavier Georges, Alain Orban)
- Vinhos (Nominierung 2011, Mehrspieler; Vital Lacerda)
- Earth Reborn (Nominierung 2011, Mehrspieler; Christophe Boelinger)
- Ora et Labora (Nominierung 2012, Mehrspieler; Uwe Rosenberg)
- Agricola: All Creatures Big & Small (Gewinner 2012, Zweispieler; Uwe Rosenberg)
- Terra Mystica (Gewinner 2013, Mehrspieler; Jens Drögemüller, Helge Ostertag)
- Brügge (Nominierung 2013, Mehrspieler; Stefan Feld)
- Clash of Cultures (Nominierung 2013, Mehrspieler; Christian Marcussen)
- Ginkgopolis (Nominierung 2013, Mehrspieler; Xavier Georges)
- The Palaces of Carrara (Nominierung 2013, Mehrspieler; Michael Kiesling, Wolfgang Kramer)
- Le Havre: The Inland Port (Gewinner 2013, Zweispieler; Uwe Rosenberg)
- Russian Railroads (Gewinner 2014, Mehrspieler; Helmut Ohley, Leonhard Orgler)
- Auf den Spuren von Marco Polo (Gewinner 2015, Mehrspieler; Simone Luciani, Daniele Tascini)
- Fields of Arle (Nominierung 2015, Zweispieler; Uwe Rosenberg)
- Pandemic Legacy (Nominierung 2016, Zweispieler; Rob Daviau, Matt Leacock)

Kennerspiel des Jahres
- Pandemic Legacy – Season 1 (2016, Nominierung; Rob Daviau, Matt Leacock)
- Pandemic Legacy – Season 2 (2018, Sonderpreis; Rob Daviau, Matt Leacock)
- Challengers! (2023, Gewonnen)

Deutscher Spiele Preis
- Pandemic Legacy (2016, Rang 4; Rob Daviau, Matt Leacock)

## Belege
1. ↑  About auf der Website von Z-Man Games, abgerufen am 26. August 2018.
2. 1 2  A New Beginning: A Discussion with Z-Man Head Steven Kimball. Interview auf der Website von Z-Man Games, 6. Juni 2017.
3. ↑  Milton Griepp: Asmodee acquiring F2Z Entertainment. ICv2, 22. Juli 2016; abgerufen am 26. August 2018.